# Elvin Nimrod
Pour les articles homonymes, voir Nimrod (homonymie).
Elvin Nimrod, né le 27 août 1943 et mort le 6 février 2021, est un homme politique grenadien.
Il est ministre des Affaires étrangères de la Grenade de 2000 à 2008 et de 2016 à 2018.